# Irska prva liga
Irska prva liga (eng. League of Ireland First Divison) je druga liga u hijerarhijskoj piramidi nogometa Republike Irske. Osnovana je 1985. godine nakon dijeljenja jedinstvene Irske lige, na Premier i prvu diviziju. Trenutno broji 10 klubova. Prvi klub odlazi direktno u Premier ligu, dok zadnji klub ispada u A Championship samo ako netko iz te lige dobije pozivnicu za ulazak u ligu.

## Klubovi sezone 2024.
| Momčad         | Područje   | Izbornik          | Stadion              | Kapacitet | Osnovan |
| -------------- | ---------- | ----------------- | -------------------- | --------- | ------- |
| Athlone Town   | Athlone    | Dario Castelo     | Athlone Town Stadium | 5.000     | 1887.   |
| Bray Wanderers | Bray       | Ian Ryan          | Carlisle Grounds     | 3.200     | 1942.   |
| Cobh Ramblers  | Cobh       | Gary Hunt         | St. Colman's Park    | 4.000     | 1922.   |
| Cork City      | Cork       | Tim Clancy        | Turners Cross        | 7.485     | 1984.   |
| Finn Harps     | Ballybofey | Darren Murphy     | Finn Park            | 4.458     | 1954.   |
| Kerry          | Tralee     | Conor McCarthy    | Mounthawk Park       | 1.400     | 2022.   |
| Longford Town  | Longford   | Stephen Henderson | Bishopsgate          | 5.097     | 1924.   |
| Treaty United  | Limerick   | Conn Murray       | Markets Field        | 4.500     | 2020.   |
| UCD            | Dublin     | William O’Connor  | UCD Bowl             | 3.000     | 1895.   |
| Wexford        | Crossabeg  | James Keddy       | Ferrycarrig Park     | 2.500     | 2007.   |

## Osvajači lige
- 1985./86. Bray Wanderers
- 1986./87. Derry City
- 1987./88. Athlone Town
- 1988./89. Drogheda United
- 1989./90. Waterford United
- 1990./91. Drogheda United
- 1991./92. Limerick City
- 1992./93. Galway United
- 1993./94. Sligo Rovers
- 1994./95. UCD
- 1995./96. Bray Wanderers
- 1996./97. Kilkenny City
- 1997./98. Waterford United
- 1998./99. Drogheda United
- 1999./00. Bray Wanderers
- 2000./01. Dundalk
- 2001./02. Drogheda United
- 2002./03. Waterford United
- 2003. Dublin City
- 2004. Finn Harps
- 2005. Sligo Rovers
- 2006. Shamrock Rovers
- 2007. Cobh Ramblers
- 2008. Dundalk
- 2009. UCD
- 2010. Derry City
- 2011. Cork City
- 2012. Limerick
- 2013. Athlone Town
- 2014. Longford Town
- 2015. Wexford Youths
- 2016. Limerick
- 2017. Waterford
- 2018. UCD
- 2019. Shelbourne
- 2020. Drogheda United
- 2021. Shelbourne
- 2022. Cork City
- 2023. Galway United